# 1894年香港
|        | 香港歷史 \| 香港歷史年表                                                                                                   |
| 世紀： | 18世紀香港 \| 19世紀香港 \| 20世紀香港                                                                                     |
| 年代： | 1860年代香港 \| 1870年代香港 \| 1880年代香港 \| 1890年代香港 \| 1900年代香港 \| 1910年代香港 \| 1920年代香港               |
| 年份： | 1890年香港 \| 1891年香港 \| 1892年香港 \| 1893年香港 \| 1894年香港 \| 1895年香港 \| 1896年香港 \| 1897年香港 \| 1898年香港 |
| 紀年： | 甲午年（马年）、香港開埠53周年                                                                                             |

## 大事記
- 1月31日，港府將維多利亞書院易名為皇仁書院。[1]
- 2月，東華醫院及多個商號合資翻新上環文武廟。[1]
- 3月，中區華人因族姓界域之爭引發騷動，幾乎械鬥。[2]
- 4月，300餘名居港英籍商人上書英廷，要求改革政制。[2]
- 5月4日，香港與新加坡之間的電報服務啟用。[1]
- 5月初，鼠疫首次在港大規模爆發[2]，導致40多名華人不治。
- 5月10日，香港宣佈為疫埠。[1]
- 5月中，死於鼠疫者為130人[2]，至5月22日增至320死[3]，5月底累計450死[2]，6月4日更劇增至約900死[1]。
- 5-6月，鼠疫蔓延，每日數十至百多人喪生，數萬華人離港避疫，當局頒佈《封閉不衛生的屋宇條例》，下令拆卸部份上環半山民房以消滅疫源[2]，日本細菌學者北里柴三郎於6月底應邀來港研究鼠疫。
- 7月初，疫情開始稍為緩和，每日死亡人數降至約10餘人。[4]
- 8月1日，中日甲午戰爭爆發，對香港經濟構成打擊，港府加強軍事防禦。[1]
- 8月，螟蟲為患，嚴重影響植樹計劃。[1]
- 9月24-25日，颱風正面襲港成災，60人喪生[5]，港九多處受損。
- 9月底，鼠疫逐漸消退，期間共奪去2,547人性命[6]。
- 10月4-5日，颱風再次正面襲擊並引致災情，死11人，經濟損失約30萬港元。[7]
- 11月9日，港督羅便臣爵士上書殖民地大臣里本勳爵（Lord Ripon），提出拓展香港界址計劃。[2]
- 本年：
  - 受鼠疫打擊，全年經濟蕭條。[1]
  - 政府財政收入為228萬港元，支出230萬。[1]
  - 總人口為246,006人，外國人佔10,782名。[1]

## 逝世人物
- 9月27日，高神父（67歲），天主教香港代牧區代牧。[1]